# تقنيات التعليم والاتصال

## الاتصال التعليمي
التعليم Instruction هو عملية اتصال منظم تهدف إلى إحداث التعليم Learning حيث يسعى المعلم دائماً إلى زيادة التفاعل بينه وبين المتعلم من خلال المواقف الاتصالية Communicative Situations التي يرسم لها أهداف إجرائية أي يصممها وينفذها ويقومها. 
ويعد الاتصال التعليمي Instructional Communication  هو أساس كل موقف تعليمي حيث يهدف إلى نقل خبرات متنوعة: معرفية ومهارية ووجدانية للمتعلمين بحيث تنمي شخصية المتعلم بجوانبها المختلفة: العقلية، الجسمية، النفسية، الدينية، الاجتماعية، الفنية.
ومن جانب آخر تعددت وسائل الاتصال المختلفة مما أدى إلى طفرة هائلة في تناول المعلومات، وزيادة المعرفة الإنسانية، وسهولة نقلها من مكان لآخر في أقل وقت ممكن، فأصبح العصر الذي نعيشه هو عصر ثورة الاتصالات، وعصر الكمبيوتر والإنترنت، وعصر الأقمار الصناعية، وبات العالم كله قرية صغيرة.
ونظراً لأهمية وسائل الاتصال المختلفة والتقدم الهائل في علم الاتصال، رأى التربويون أهمية استعارة المفاهيم المختلفة لعلم الاتصال في ميدان التعليم للمساعدة في تحقيق أهداف العملية التعليمية، وأطلق على وسائل الاتصال: وسائل اتصال تعليمية أو وسائل تعليمية  Instructional Media ، وأصبحت تشكل عنصراً هاماً من عناصر المنظومة التعليمية يتأثر ويؤثر في بقية العناصر أو المكونات الأخرى، وتمثل أيضاً وسائل تكنولوجيا التعليم أي الجانب التطبيقي العملي لتكنولوجيا التعليم.
ولذلك نقدم هذا الفصل للتعرف على المحاور الآتية آملين أن يكون له الأثر في تحسين أداء المعلم للمواقف التدريسية الاتصالية في مجال التخصص الدقيق:
| #       | تمهيـــــد                       |
| ------- | -------------------------------- |
| أولا    | تعريف الاتصال والاتصال التعليمي  |
| ثانيا   | المنظور الإسلامي للاتصال         |
| ثالثا   | سمات الاتصال من المنظور الإسلامي |
| رابعا   | عناصر عملية الاتصال التعليمي     |
| خامسا   | نماذج عملية الاتصال التعليمي     |
| سادسا   | خصائص عملية الاتصال              |
| سابعا   | لغات الاتصال التعليمي            |
| ثامنا   | العوامل المؤثرة في عملية الاتصال |
| تاسعا   | أشكال الاتصال وأنواعه            |
| عاشرا   | معوقات الاتصال التعليمي          |
| أحد عشر | أسئلة وأنشطة تطبيقية             |

## أولا: تعريف الاتصال والاتصال التعليمي
توجد تعريفات عديدة لمفهوم الاتصال  Communication  ويرجع ذلك إلى أن عملية الاتصال لا ترتبط بميدان واحد من ميادين الحياة بل تدخل في جميع ميادين الحياة: الاجتماعية والسياسية والهندسية والاقتصادية والتربوية، وكذلك ترتبط بالإنسان والحيوان والنبات.
- في اللغة العربية، تشتق كلمة (اتصال)  من الفعل الثلاثي «وصل» والمضارع منه «يصل» ويقال «وصل الشيء» أو «وصل إلى الشيء وصولا» أي بلغة وانتهى إليه.
- وفي اللغتين الإنجليزية والفرنسية، ترجع كلمة (اتصال) Communication / La Communication  إلى الكلمة اللاتينية Communis  بمعنى اشتراك. ويعرف قاموس Dictionnaire de Didactique des Langues  الاتصال بأنه: «نقل المعلومات بين مرسل ومستقبل بواسطة رسالة ما والتي تنقل بينهما من خلال قناة اتصال».[Galisson, R.; Coste, D. (1976). Dietionnaire de Didactique des Langues. Librairie Hachette 1]
- ويعرف علماء الاجتماع الاتصال بأنه: «تبادل المعلومات».
- ويعرفه كمال زيتون (1998) بأنه: «عملية تفاعل بين طرفين حول رسالة معينة: أي مفهوم أو فكرة، أو رأي، أو مبدأ، أو مهارة، أو اتجاه إلى أن تصير الرسالة مشتركة بينهما». [1]
- ويعرفه رضا البغدادي (1999) بأنه: «عملية نقل الرسالة بين مرسل ومستقبل خلال فترة من الزمن، والعملية ليس لها بداية أو نهاية أو تسلسل في الأحداث». [2]
- ويعرفه حسين الطوبجي (2001) بأنه: «العملية Process أو الطريقة التي يتم عن طريقها انتقال المعرفة من شخص لآخر حتى تصبح مشاعا بينهما وتؤدي إلى التفاهم بين هذين الشخصين أو أكثر، وبذلك يصبح لهذه العملية عناصر ومكونات ولها اتجاه تسير فيه وهدف تسعى لتحقيقه ومجال تعمل فيه ويؤثر فيها».

- تعريف الاتصال: يمكن لنا تعريف الاتصال بأنه «عملية ديناميكية تتم باللغة اللفظية وغير اللفظية بين المرسل والمستقبل لنقل محتوى رسالة معينة من خلال القنوات المناسبة بغرض تحقيق أهداف معينة».
- تعريف الاتصال التعليمي: وبتطبيق مفهوم «الاتصال» في ميدان التعليم ظهر مفهوم «الاتصال التعليمي»  Instructional Communication  والذي يمكننا تعريفه بأنه: «عملية تفاعل مشتركة بالرموز اللفظية وغير اللفظية بين المعلم والمتعلم حيث يقدم الأول خبرات تعليمية (معرفية ومهارية ووجدانية) من خلال القنوات المناسبة بغرض تحقيق نتاجات تعليمية مرضية».

## ثانيا: المنظور الإسلامي للاتصال
الاتصال هو أساس الحياة بين البشر، وبالاتصال تتقارب الشعوب والقبائل والأمم وتنصهر الثقافات وتذوب الفوارق بين الطبقات، والدين الإسلامي الحنيف يدعو إلى الاتصال وإلى التعارف والتآلف. ويقول الله سبحان وتعالى في كتابه العزيز: ﴿ يأيها الناس إنا خلقنكم من ذكر وأنثى وجعلنكم شعوبا وقبائل لتعارفوا إن أكرمكم عند الله أتقكم إن الله عليم خبير ﴾ (سورة الحجرات، آية 13).
ويأخذ الاتصال في المنظور الإسلامي عدة أشكال هي:
- الاتصال الروحي الإلهامي:

وهو يتمثل في اتصال الأنبياء بالله عز وجل من خلال الوحي واتصال المؤمنين برب العرش العظيم من خلال الصلاة والدعاء، وهذا الاتصال موجود منذ خلق الله آدم وأنزله ليعمر الأرض، وأنزل معه الهدى الذي أبلغه آدم إلى أولاده وهم بالتالي قاموا بإبلاغه إلى من جاء بعدهم، قال تعالى: ﴿ يأيها الناس إنا خلقنكم من ذكر وأنثى وجعلنكم شعوبا وقبائل لتعارفوا إن أكرمكم عند الله أتقكم إن الله عليم خبير ﴾ (سورة الحجرات، آية 13).
ويتمثل أيضا هذا الاتصال بين العبد وربه – الذي يمثل أرقى أنواع الاتصال – فيما وصف به موسى بأنه «كليم الله».
وقال تعالى في اتصال المؤمنين بربهم عز وجل: ﴿وإذا سألك عبادي عني فإني قريب أجيب دعوة الداع إذا دعان فليستجيبوا لي وليؤمنوا بي لعلهم يرشدون﴾ (سورة البقرة، آية 186)
وقال تعالى: ﴿ادعوا ربكم تضرعا وخفية إنه لا يحب المعتدين﴾ (سورة الأعراف، آية 55)
وقال الرسول «إن أقرب ما يكون العبد إلى ربه وهو ساجد»، وهذا يعتبر أرقى وأعمق درجات الاتصال الإنساني بالله عز وجل عندما يخضع ويتضرع الإنسان إلى ربه.
- الاتصال الروحي العضوي:

ويرتبط هذا الاتصال بالحواس وهو أكثر أنواع الاتصال فعالية ويتمثل في ضم جبريل للرسول الكريم ثلاثا في أول مرة لنزول الوحي في غار حراء وقال له أقرأ..
وفي القرآن الكريم قوله تعالى: ﴿أفلم يسيروا في الأرض فتكون لهم قلوب يعقلون بها أو أذان يسمعون بها فإنها لا تعمى الأبصر ولكن تعمى القلوب التي في الصدور﴾ (سورة الحج، آية 46).
```
الاتصال الروحي الإنساني (الجماهيري):
```

يقول الله عز وجل في القرآن الكريم: ﴿يأيها الرسول بلغ ما أنزل إليك من ربك وإن لم تفعل فما بلغت رسالته والله يعصمك من الناس إن الله لا يهدي القوم الكفرين﴾ (سورة المائدة، آية 67).
وقال تعالى: ﴿أُبَلِّغُكُمْ رِسَالَاتِ رَبِّي وَأَنْصَحُ لَكُمْ وَأَعْلَمُ مِنَ اللَّهِ مَا لَا تَعْلَمُونَ﴾  (سورة الأعراف، آية 62).

## ثالثا: سمات الاتصال من المنظور الإسلامي
للاتصال بين المسلم والمسلم وبين المسلم وغير المسلم، وبين المسلم ورب العرش العظيم مجموعة من السمات يمكن الاستدلال على بعضها من الكتاب والسنة النبوية المطهرة كما توضحها النقاط التالية:

### أن يتوفر حسن الظن في الاتصال بين المرسل والمستقبل
حسن الظن من الأمور الهامة التي يجب أن تتوافر في عملية الاتصال الإنساني بين المرسل والمستقبل، لأنه أساس نجاح هذه العملية، فإذا كان هذا في الاتصال بين الناس، فما بالك في الاتصال بين الإنسان وربه من خلال الصلاة وأداء الصدقة والدعاء.
قال رسول الله عن ربه في الحديث القدسي: «أنا عند حسن ظن عبدي بي».

### 1/ أن تتوفر السرية في الاتصال
عندما يعبد الإنسان ربه في السر ويناجيه ويتقرب إليه، فتكون العبادات والصلوات والصدقات أكثر صدقا بعيدا عن العلن والجهر، فهذا أرقي وأسمى أنواع الاتصال.
قال رسول الله صلى الله علية وسلم: «ورجل تصدق بصدقة فأخفاها حتى لا تعلم شماله ما قدمت يمينه».
والاتصال الإنساني يحتاج أيضا إلى السرية في بعض مواقفه مثلا: المواقف التي تتعلق بالصالح العام، مع العلم أن هناك مواقف اتصال تحتاج إلى الجهر والإعلان، ولقد نهى الإسلام عن إفشاء الأسرار في الأحاديث أو نقلها بين الناس.
قال الرسول: «إذا حدث الرجل الحديث ثم التفت فهي أمانة».

### 2/ أن يتوفر في الاتصال القول الحسن وقول الخير والبعد عن القول الباطل أو الصمت
قال الله سبحانه وتعالى: ﴿والذين اجتنبوا الطغوت أن يعبدوها وأنابوا إلى الله لهم البشرى فبشر عباد (17) الذين يستمعون القول فيتبعون أحسنه أؤلئك الذين هداهم الله وأولئك هم أولوا الألباب﴾ (سورة الزمر، آية 17-18).
وأسمى درجات الاتصال التي يمارسها المسلم مع ربه تكون من خلال الصلاة والأذكار والأدعية عندما يلتقي المسلم مع ربه تقربا وتضرعا وأملا في قبول مطلبه. يقول الرسول: «أقرب ما يكون العبد إلى ربه وهو ساجد»، وقال الرسول: «من كان يؤمن بالله واليوم الأخر فليقل خيرا، أو ليصمت»، وقال الرسول : «رحم الله عبدا تكلم فغنم أو سكت فسلم».
جاء أعرابي إلى رسول الله صلى الله علية وسلم فقال دلني على عمل يدخلني الجنة قال: «أطعم الجائع واسق الظمآن وأمر بالمعروف وأنه عن المنكر فإن لم تطق فكف لسانك إلا من خير، فإنك بذلك تغلب الشيطان».
قال الله سبحانه وتعالى: ﴿ما يلفظ من قول إلا لديه رقيب عتيد﴾ (سورة ق، آية 18)

### 3/ أن تتوفر الشفافية والتأثر وقوة الاتصال الإيماني بين العبد وربه
عندما يستمع المسلم إلى تلاوة القرآن الكريم في المذياع أو في التليفزيون نلاحظ التأثر والروحانية وصفاء النفس، ويصل التأثر إلى درجة البكاء ويتضح هذا في الآيات القرآنية الكريمة":
قال الله: اللَّهُ نَزَّلَ أَحْسَنَ الْحَدِيثِ كِتَابًا مُتَشَابِهًا مَثَانِيَ تَقْشَعِرُّ مِنْهُ جُلُودُ الَّذِينَ يَخْشَوْنَ رَبَّهُمْ ثُمَّ تَلِينُ جُلُودُهُمْ وَقُلُوبُهُمْ إِلَىٰ ذِكْرِ اللَّهِ ﴾ (سورة الزمر، آية 23).
وقال تعالى: ﴿وإذا سمعوا ما أنزل إلى الرسول ترى أعينهم تفيض من الدمع مما عرفوا من الحق يقولون ربنا أمنا فاكتبنا مع الشهدين﴾ (سورة المائدة، آية 83).
وفي الحديث الشريف قال الرسول الكريم: «عينان لا تمسهما النار عين باتت تحرس في سبيل الله، وعين بكت من خشية الله».

### 4/ البعد عن الثرثرة والتكلف في الاتصال
قال: «إن أبغضكم إلى وأبعدكم مني مجلسا الثرثارون، المتفيهقون المتشدقون في الكلام».
ويقول: «أنا وأتقياء أمتي براء من التكلف».

### 5/ أن يخلوا الاتصال من السخرية
قال الله: ﴿يأيها الذين امنوا لا يسخر قوم من قوم عسى أن يكونوا خيرا منهم ولا نساء من نساء عسى أن يكن خيرا منهن ولا تلمزوا أنفسكم ولا تنابزوا بالألقب بئس الاسم الفسوق بعد الإيمن ومن لم يتب فأولئك هم الظلمون﴾ 
```
  
(سورة الحجرات، آية 11)
```

### 6/ أن يتوفر في الاتصال الصدق وعدم الكذب
قال الله: ﴿والذين هم لأماناتهم وعهدم رعون﴾ (سورة المؤمنون، آية 8)
قال: «إياكم والكذب فإنه من الفجور وهما في النار».
وقال:  «كبرت خيانة أن تحدث أخاك حديثا هو لك به مصدق وأنت له به كاذب».

## رابعاً: عناصر عملية الاتصال التعليمي
تعددت النماذج أو المخططات التي وضعها علماء الاتصال والتي توضح عناصر عملية الاتصال. وبتحليل بعض هذه النماذج وجدنا أن معظم عناصرها مشتركة في الموقف الاتصالي، ويمكن تلخيص عناصر عملية الاتصال وفقاً للمواقف التعليمية في النموذجين التاليين:
```
* نموذج الاتصال التعليمي التقليدي :
* نموذج الاتصال التعليمي الحديث :
```

### 1/ نموذج الاتصال التعليمي التقليدي
وتتضح مكوناته أو عناصره من خلال الشكل التالي:

### 2/ نموذج الاتصال التعليمي الحديث
ويتكون من العناصر الموضحة في الشكل التالي:

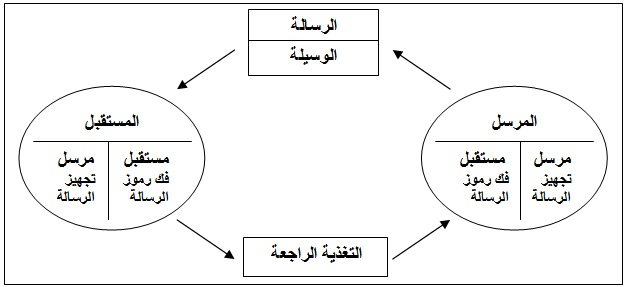

ووفقاً للنموذجين السابقين التقليدي والحديث، تتكون عملية الاتصال التعليمي من عناصر أساسية مشتركة (المرسل والمستقبل والرسالة وقناة الاتصال)، ولكن يمتاز نموذج الاتصال الحديث بوجود عنصر خامس هو التغذية الراجعة، وفيما يلي تفصيل للعناصر الأساسية لعملية الاتصال كما يلي:
- المرسل * الرسالة * الوسيلة * المستقبل * التغذية الراجعة

### المرسل (Sender/ Encoder/ Source)
هو العنصر الأول من عناصر عملية الاتصال وهو مصدر الرسالة التي يترتب عليها التفاعل في موقف الاتصال. والمعلم في الموقف التعليمي هو الذي يقوم بصياغة الرسالة أي وضعها في صورة ألفاظ أو رسوم أو رموز بغرض الوصول إلى هدف محدد. وقد يكون المرسل شخصاً واحداً أو مجموعة من الأشخاص وقد يكون آلة تعليمية.
ويجب أن تتوفر في المرسل (المعلم) مجموعة من الصفات والخصائص أو الشروط:
أن يكون المرسل :
- متمكناً من تخصصه العلمي.
- قادراً على التعبير الجيد عن رسالته أمام تلاميذه مع وضوح صوته.
- ملماً بأنواع قنوات الاتصال.
- ملماً بخصائص من يتعامل معهم من حيث العمر الزمني والمستوى الاجتماعي والثقافي والاقتصادي.
- قادراً على تحديد الهدف أو الأهداف من رسالته.
- قادراً على تصميم وبناء مواقف تعليمية اتصالية جديدة.
- قادراً على الاستجابة والرد على أسئلة التلاميذ.
- مرناً في التعامل مع تلاميذه.
- قادراً على التعامل بود ولطف مع تلاميذه.
- قادراً على الاستخدام الجيد للغة اللفظية واللغة غير اللفظية.
- قادراً على إيصال رسالته بطرق وأساليب متنوعة ومناسبة.
- ملماً بمهارات الاتصال المختلفة.
- قادراً على إثارة دافعية التلاميذ للتعلم.
- قادراً على إدارة الموقف التعليمي الاتصالي إدارة فاعلة
- قادراً على التعديل في رسالته أو في عملية الاتصال بناءً على التغذية الراجعة.

### الرسالة(Mess[Galisson, R.; Coste, D. (1976). Dietionnaire de Didactique des Langues. Librairie Hachette 1]age)
هي المحتوى أي المعلومات والمفاهيم والمهارات والقيم التي اريد المرسل إرسالها إلى المستقبلين لتعديل سلوكهم، ويقوم المرسل وصياغتها باللغة اللفظية أو غير اللفظية أو بمزيج من اللغتين وفقاً لطبيعة محتوى الرسالة وطبيعة المستقبلين، وهي الهدف من عملية الاتصال.
وتمر الرسالة بمرحلتين:
المرحلة الأولى: وهي مرحلة تصميم الرسالة.
المرحلة الثانية: هي مرحلة إرسال الرسالة أي تنفيذها وقد يتم التعديل في الرسالة المصممة وفقا للموقف الاتصالي.
وتوجد مجموعة من النقاط أو الشروط التي يجب أن يراعيها المرسل أو المعلم أثناء إعداده وإرساله للرسالة:
- أن يكون محتوى الرسالة مناسباً الميول وحاجات وقدرات التلاميذ مستواهم المعرفي والثقافي.
- أن يكون محتوى الرسالة صحيحاً علمياً خالياً من التكرار والتعقيد.
- أن تكون لغة الرسالة واضحة وبسيطة.
- أن تكون الرسالة جذابة ومثيرة الإنتباه وتفكير التلاميذ.
- أن يعرضها المعلم بطريقة شائقة وغير تقليدية.
- أن يلجأ المعلم إلى الإطناب أثناء تنفيذ الرسالة وهو إعادة جزء أو بعض أجزاء الرسالة بطريقة مختلفة وجديدة.
- أن يختار المعلم الوقت والمكان المناسبين للتلاميذ لاستقبال الرسالة.
- ن تسمح للتلاميذ بالمشاركة الفعالة.

### قناة الاتصال أو الوسيلة(Communication Channel / Media)
وهي الأداة التي تحمل الرسالة من المرسل إلى المستقبل، ومن أمثلة قنوات الاتصال التي تستخدم في مواقف الاتصال التعليمي: الكتب، المجلات، الصحف، التلفزيون، الراديو، الحديث الشفهي، الحاسوب، الإنترنت.
وتتكون قناة الاتصال من أكثر من أداة اتصال: فمثلاً في الموقف الاتصالي التعليمي عندما يشرح المعلم الدرس، يعتبر الجهاز الصوتي للمعلم هو الأداة الأولى، ثم الهواء الذي يحمل الرسالة الأداة الثانية ثم الجهاز السمعي للمستقبل هو الأداة الثالثة.
وتعتبر الحواس الخمس هي القنوات الناقلة للرسالة في عملية الاتصال. وتلعب الأجهزة دوراً في عملية الاتصال حيث تزيد من سعة الحواس، فعن طريقها يستطيع الإنسان الاتصال من بعد كالرؤية من بعد والسماع من بعد، مثل التليفون والتلفاز.
ومن العسير فصل قناة الاتصال عن لغة الاتصال، فلا توجد لغة بدون أداة، فبدون الجهاز الصوتي لا يمكن للإنسان أن يخرج لغة لفظية تفهم، بل إن أي عطب في جزء من هذا الجهاز يشكل صعوبة في إلقاء الرسالة كسقوط سنة من الأسنان فالعلاقة تكاملية بين اللغة والأداة وغير قابلة للفصل. واللغات هي مزيج من تفاعل بين الأفكار وأدوات نقلها.
ومن العوامل التي قد تؤثر سلباً في الأدوات التي تنقل الرسالة، عملية التشويش (Noise) فلا تصل الرسالة واضحة، فمرور القطار بجوار المدرسة قد يؤثر على الاستماع الجيد للتلاميذ، كما أن بعض المعلومات التي تحمل تفاصيل غير ضرورية يمكن أن تحدث تشويشاً للرسالة.
ويجب أن تتوفر في الوسيلة بعض الصفات أو الخصائص التي تحكم جودتها ومناسبتها للموقف التعليمي ومنها:
- أن تكون الوسيلة التعليمية نابعة من المنهج الدراسي وتؤدي إلى تحقيق الهدف منها كتقديم المعلومات أو بعض المهارات.
- أن تشوق المعلم وترغبه في الإطلاع والبحث والاستقصاء وتساعده على استنباط خبرات جديدة.
- أن تربط الخبرات السابقة بالخبرات الجديدة.
- أن تجمع بين الدقة العلمية والجمال الفني مع المحافظة على وظيفة الوسيلة.
- أن تكون رخيصة التكاليف متينة الصنع.
- أن تكون الوسيلة مناسبة ليستفاد منها في أكثر من مستوى.
- أن يتناسب حجمها أو مساحتها أو صوتها وعدد الدارسين.
- أن تتناسب الوسيلة والتطوير التكنولوجي والعلمي للمجتمع.
- أن تكون الوسيلة واقعية أو قريبة من الواقع.

### المستقبل(Receiver/ Decoder/ Destination)
وهو العنصر الرابع من عناصر الاتصال، وهو الشخص أو مجموعة الأشخاص التي تتلقى الرسالة، ودور المستقبل هو فك رموز الرسالة ومحاولة فهم محتواها والتأثر بها، فهو أساس تصميم الرسالة فكل عناصر عملية الاتصال تعمل من أجل المستقبل (التلميذ).
ويجب أن تتوفر لدى المستقبل بعض النقاط أو الشروط الهامة:
- تأهب المستقبل واستعداده لاستقبال الرسالة.
- امتلاكه الخبرة اللازمة للاستقبال الجيد للرسالة.
- القدرة على الإنصات الجيد للآخرين.
- القدرة على تبادل الأدوار مع مرسل الرسالة.
- القدرة على التفكير الناقد والابتكار.
- شعوره بأهمية الرسالة.
- تمكنه من اللغة اللفظية (شفهية وتحريرية) وغير اللفظية (إشارات وحركات...) بالقدر الذي يمكنه من استقبال الرسالة.

هذه هي الأربعة عناصر الرئيسية في عملية الاتصال في كلا النموذجين التقليدي والحديث (مع ملاحظة اختلاف طبيعة الأدوار في كلا النموذجين أي أن دور المرسل مثلاً في النموذج التقليدي يختلف عن دور نظيره في النموذج الحديث)، فإذا توقفت عملية الاتصال عند هذا الحد - أي اقتصر استقبال المستقبل للرسالة دون رد فعل منه فإنها تمثل النموذج التقليدي للاتصال والذي يقتصر على قيام المعلم بالشرح والإلقاء والتلقين والتكرار وقيام التلميذ بالاستماع والإنصات والخضوع والحفظ والاستظهار بدون أي مناقشات أو حوارات بينه وبين المعلم فبذلك تسير عملية الاتصال في اتجاه خطي وتنتهي عند استقبال التلميذ للرسالة ولا يهتم المعلم بحدوث أثر أو تعديل في سلوك التلميذ من خلال تلك العملية.

### التغذية الراجعة(Feedback)
وهي رد فعل المستقبل على الرسالة وفي هذه الحالة يصبح مرسلاً وتكتمل دائرة الاتصال الأولى، وتفتح دائرة الاتصال الثانية وهكذا، والتغذية الراجعة قد تكون إيجابية (الموافقة والقبول مثل إجابتك صحيحة، برافو، تحريك الرأس من اليمين إلى اليسار...) وبالتالي تمثل التغذية الراجعة التفاعل والاستمرارية بين عناصر الاتصال، وتجعل عملية الاتصال دائرية حيوية ومستمرة مما يؤكد على أهمية تطبيق النموذج الحديث للاتصال التعليمي في فصولنا وقاعاتنا الدراسية بمراحلها المختلفة.
وللتغذية الراجعة فائدة كبيرة في الموقف التواصلي:
- تمكن المعلم من معرفة تأثير رسالته على تلاميذه من خلال استجاباتهم المختلفة.
- تؤكد على أن عملية الاتصال هي عملية تبادل للأدوار فمن كان مرسلاً يصبح بعد ذلك مستقبلاً ومن هو مستقبلاً يصبح بعد قليل مرسلاً وبالتالي تتحقق عملية التفاعل الإيجابي بين المعلم والتلميذ.

## خامسا: نماذج عملية الاتصال
لمزيد من المعرفة حول نماذج الاتصال، يمكن أن نذكر النماذج التالية على سبيل المثال لا الحصر :

### 1/ نموذج شانون وويفر:Shannon & Weaver Model
يتكون هذا النموذج من خمسة عناصر هي : المصدر، المرسل، الإشارة، المستقبل، الهدف.

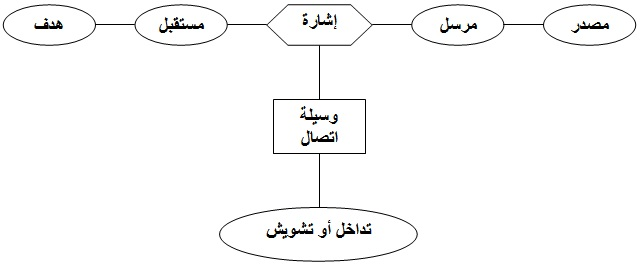

### نموذج شرام : Schramm Model

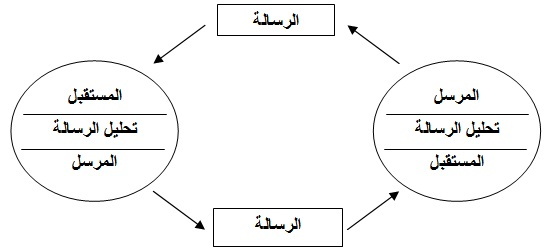

### نموذج لاسويل:Lasswell Model
ويحدد لاسويل عناصر عملية الاتصال من خلال الإجابة عن خمسة أسئلة هي :

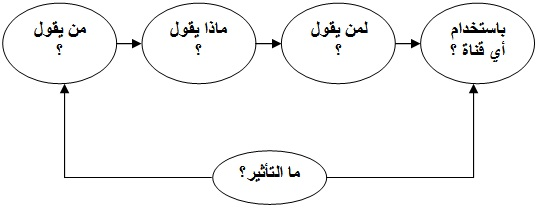

| # | السؤال              | التحديد           |
| - | ------------------- | ----------------- |
| 1 | من يقول ؟           | (المرسل)          |
| 2 | ماذا يقول ؟         | (الرسالة)         |
| 3 | لمن يقول ؟          | (المستقبل)        |
| 4 | بأي وسيلة أو قناة ؟ | (قناة الاتصال)    |
| 5 | ما التأثير ؟        | (التغذية الراجعة) |

## سادسا: خصائص أو سمات عملية الاتصال فيما يلي
- الاتصال عملية هادفة.
- الاتصال عملية ديناميكية.
- الاتصال عملية منظمة.
- الاتصال عملية دائرية.
- الاتصال عملية متنوعة.

### الاتصال عملية هادفة
يرمي الاتصال إلى تحقيق هدف محدد : وهو إرسال المعلومات والبيانات (أو نقل فكرة أو الترفية أو التعليم) وفهمها من الطرف الآخر وبذلك يتطلب مجموعة من الإجراءات والخطوات المرتبطة بعضها ببعض مثل تصميم الرسالة، وإرسالها، والإشراف على وصولها، واستقبال الرد.

### الاتصال عملية ديناميكية
تتضمن عملية الاتصال تفاعلا بين المرسل والمستقبل، الأول يؤثر والأخر يتأثر ولا تتوقف عملية الاتصال عن هذا الحد بل قد يتبادل الطرفان الأدوار بينهما وبذلك فإن عملية الاتصال متغيرة من حيث الزمان والمكان، أي أن عملية الاتصال عملية ديناميكية وليست استاتيكية ومثال ذلك ما يحدث في الفصل الدراسي بين المعلم وتلاميذه.

### الاتصال عملية منظمة
تتصف عملية الاتصال بأنها منظمة فهي باعتبارها عملية تعليم تعتبر بالضرورة عملية مقصودة يتم تخطيطها وتصميمها وتنفيذها وإدارتها بصورة منظمة لإحداث التعلم، ومن جانب آخر يقوم كل عنصر من عناصر عملية الاتصال بأدوار محددة، فالمرسل مثلا يقوم بعملية ترميز الرسالة، والمستقبل عليه فك رموز الرسالة أي ترجمتها وتفسيرها.

### الاتصال عملية دائرية
عملية الاتصال ليست عملية خطية تسير في اتجاه واحد من المرسل إلى المستقبل وتتوقف عند ذلك الحد ولكنها عملية دائرية تبدأ بالمرسل لنقل رسالة إلى المستقبل حيث يكون له رد فعل عن طريق التغذية الراجعة فيستقبل المرسل الرسالة ليبدأ نشاطا جديدا لتحقيق هدف أخر أو يعدل في رسالته الأولى إذا لم يتحقق الهدف منها وهكذا تستمر عملية الاتصال.

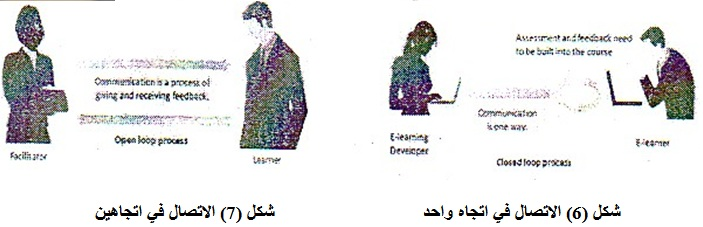
) الاتصال في اتجاه واحد
الاتصال في اتجاهين

[[ملف:
]]

### الاتصال عملية متنوعة
يمتاز الاتصال الإنساني بأنه عملية اجتماعية لا تتوقف عند استخدام اللغة اللفظية : الشفهية أو التحريرية فقط بل يتم أيضا استخدام اللغة غير اللفظية، كالإشارات والحركات والإيماءات.

## سابعا: لغات الاتصال التعليمي
إن تنفيذ عملية الاتصال في مجال التعليم أو في أي مجال آخر يتطلب استخدام لغة اتصال بين المرسل والمستقبل، واللغة سواء كانت اللغة الأم أو لغة أجنبية تنقسم إلى نوعين هما :
- اللغة اللفظية : Verbal Language
- اللغة غير اللفظية Non-Verbal Language

والإنسان عندما يحاول التواصل مع الآخرين في موقف اتصال فإنه يستخدم اللغتان ولا يمكن فصلهما، فعندما يذكر عبارة للتعبير عن فكرته أو رأيه في موضوع معين (لغة لفظية) نجده يحرك يديه يمينا ويسارا أو ترتسم تعبيرات على وجهه، أو يستخدم إشارات معينة (لغة غير لفظية)، ويتضح ذك جليا في مواقف الاتصال التعليمي.

### اللغة اللفظية:Verbal Language
وهي مجموعة من الرموز المنطوقة أو المكتوبة – صوتية، نحوية، مفردات لغوية – والتي يتم استخدامها في جمل وعبارات تعبر عن المعنى.
وتعتبر اللغة اللفظية هي وسيلة الاتصال الشفهية والتحريرية التي يستخدمها الإنسان أو المعلم للتعبير عما يجول في خاطره من خلال ما يستخدمه من كلمات وأصوات وقواعد نحوية حيث تربط هذه المكونات في محتوى مفيد يعبر عما يريد الفر إيصاله للآخرين سواء كان بالصيغة الشفهية أم بالصيغة التحريرية.
واللغة اللفظية كاللغة العربية أو اللغة الإنجليزية أو اللغة الفرنسية تتضمن جانبين : اللغة الشفهية واللغة التحريرية واللغة الشفهية تشمل مهارتي استقبال وإرسال (إنتاج) وهما الاستماع والتحدث، وكذلك تشمل اللغة التحريرية مهارتي إحداهما استقبال وهي (القراءة) والأخرى إرسال/ أنتاج وهي (الكتابة) وبالتالي تتضمن كل لغة حية أربع مهارات رئيسية هي :
1-	مهارة الفهم السماعي (الاستماع).
2-	مهارة التعبير الشفهي (التحدث).
3-	مهارة الفهم القرائي (القراءة).
4-	مهارة التعبير التحريري (الكتابة)
الفرق بين المهارة اللغوية ومهارة الاتصال : تتمثل المهارة اللغوية في تكوين جمل أو عبارات صحيحة نحويا، أما مهارة الاتصال فتتمثل في استخدام جمل أو عبارات ذات معنى ودلالة في الموقف التواصلي.
ويمكن القول أنه لا توجد مهارة اتصال بدون المهارة اللغوية لأن المهارة اللغوية (قواعد- صوتيات- مفردات لغوية) هي الأساس لمهارة الاتصال والأخيرة هي الأعم والأشمل وتتضمن بداخلها المهارة اللغوية فإذا استخدمت اللغة كوسيلة اتصال، فيجب أن تستخدم كمهارة اتصال ولا تقتصر عند حد دورها كمهارة لغوية فقط وعند استخدام معلم الرياضيات أو العلوم أو اللغة العربية أو اللغة الأجنبية للغة اللفظية في الاتصال التعليمي مع تلاميذه يجب أن يراعى ما يلي :
1- التحدث بصوت مرتفع يسمعه كل التلاميذ.
2- التحدث بلباقة وبأسلوب واضح يفهمه كل التلاميذ.
3- النطق الصحيح للغة (أوات – كلمات – جمل).
4- التنويع في نبرات صوته خلال الحصة الدراسية.
5- الاستماع الجيد لتلاميذه.
6- الاستخدام الصحيح للغة التحريرية ووضوح الكتابة على السبورة.
7- استخدام المفردات اللغوية الواضحة والبسيطة التي يمكن من خلالها إيصال معلومات المادة العلمية ببساطة إلى التلاميذ.
8- البعد عن تكرار مفردات معينة بصفة مستمرة حتى لا تعتبرها التلاميذ لزمات لديه.

### اللغة غير اللفظية:Non-Verbal Language
لقد استخدم الإنسان اللغة غير اللفظية عبر التاريخ قبل استخدامه للغة اللفظية لكي يتمكن من نقل بعض المعلومات وتبادل الخبرات وتشمل اللغة غير اللفظية الإشارة والحركات والأفعال ولغة الأشياء ويتضح ذلك في المثالين التاليين : 
الشخص الذي يرفع يده لكي يلقي السلام على زميله أ والشخص الذي يحرك رأسه من اليمين إلى اليسار لكي يعبر عن رفض شيئا ما.
ولقد أختلف العلماء حول اعتبار اللغة اللفظية لغة فبعضهم رفض إطلاق كلمة لغة على المواد التعليمية غير اللفظية، والبعض وجد أن اللغة تؤدي وظيفة وهي أنها وسيلة اتصال وتفاهم بين البشر فإذا كانت المواد التعليمية غير اللفظية تؤدي أيضا هذه الوظيفة فيمكن أن تدخل في مجال اللغة.
وذكر Richard Paget أن الفرد بإمكانه أن يؤدي (700000) إيماءة أو إشارة مختلفة وبذلك فإن عدد الإشارات أكثر من قوائم الكلمات المتداولة في أوسع القواميس الإنجليزية وهي التي لا تزيد عدد كلماتها عن (100000) كلمة ولكن لإتمام عمليات الاتصال فهي بحاجة إلى أعداد أكبر بكثير من هذا العدد، الأمر الذي يتطلب بالضرورة استخدام لغة أخرى غير اللفظية مثل لغة الإشارة والإيماءات أي اللغة غير اللفظية التي تسهم في زيادة التذكر، فقد وجد أن التذكر يزداد كلما دخلت أكثر الحواس في تلقي الرسالة، فنجد العين على رأس الأعضاء في الاتصال البشري وخاصة في ظل اللغة غير اللفظية.
إن الأيدي والوجه يمكن أن يضيفا الكثير إلى اللغة اللفظية من خلال الإشارات والإيماءات الصادرة عنهما كما في الشكل فالمعلم عندما يقدم درسا في الفصل الدراسي ولا تظهر أي تعبيرات على وجهه نجد التلاميذ قد يشردون منه ولا ينجذبوا إلى حديثه، والمعلم الذي تكثر حركته داخل الفصل كأن يتنقل بسرعة بين الصفوف بصفة مستمرة ويتحدث مستخدما إشارات الأيدي بداعي وبدون داعي (أي إشارات يدوية غير طبيعية) نجد انشغال التلاميذ بما يقوم به من حركات وإشارات دون الربط بين اللغة اللفظية واللغة غير اللفظية لفهم موضوع ما يشرحه المعلم ولذلك على المعلم عند الجمع بين اللغتين أن يدرك أن أفضل الحالات هي الاستخدام الصحيح (الوظيفي) لهما.
وتجدر الإشارة إلى أن استخدام الإشارة والإيماءات مهما للغاية في المواقف التواصلية التعليمية مع معلمي المواد المختلفة وخاصة معلمي اللغات الأجنبية لأنها تسهل فهم الكلمات الصعبة باللغة الأجنبية بدلا من ترجمتها إلى اللغة العربية.
أما بالنسبة لدور المعلم عند استخدامه للغة غير اللفظية، فيجب أن :
-	يدرك أهمية استخدام الاتصال غير اللفظي أو الرموز – غير اللفظية ودوره في إيصال الرسالة إلى تلاميذه.
-	ينوع في استخدام اللغتين اللفظية وغير اللفظية لأنه لا يمكن فصلها.
-	يهتم باستخدام صور اللغة غير اللفظية المختلفة كالإشارات وحركات الجسم وتعبيرات الوجه والتواصل العيني والإيماءات والرسوم واللوحات والصور الثابتة.
وتجدر الإشارة في هذا المقام أن كليات التربية تهتم بتنمية مهارات الاتصال التعليمي لدى الطالب المعلم خلال عملية الإعداد المهني نظريا وعمليا في التربية الميدانية وذلك لزيادة جودة وفاعلية المواقف الاتصالية.

## ثامنا: العوامل المؤثرة في عملية الاتصال
تخضع عملية الاتصال لعوامل عدة، وهذه العوامل إما أن تزيد من كفاءة عملية الاتصال أو تقلل من تلك الكفاءة ومن هذه العوامل ما يلي :

### التشويش/ الضجيجNoise
وهو من أهم العوامل المؤثرة في مدى وضوح الرسالة المنقولة من المصدر، ومدى استيعابها من قبل المستقبل كما في الشكل وقد يأخذ أشكالا عديدة إلا أنه ينقسم إلى قسمين رئيسيين هما : (أ)التشويش الداخلي. (ب) التشويش الخارجي.
شكل (9) يعبر عن تأثير التشويش (Noise) في عملية الاتصال
[[ملف:
(أ) التشويش الداخلي : 

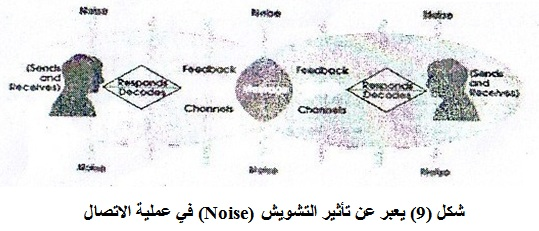
شكل يعبر عن تأثير التشويش

وهذا يشمل العوامل الفسيولوجية والنفسية للشخص المتلقي للرسالة، فوجود عوائق فسيولوجية قد تحد من دقة الاستقبال للرسالة، وبالتالي فهمها من قِبل المستقبل. ومن هذه العوائق ضعف النظر أو السمع، وانخفاض درجة الذكاء IQ والالام والجوع والعطش زما إلى ذلك من العوامل العضوية. أما العوامل النفسية فهي كذلك تلعب دوراً مهماً في درجة تفهم الرسالة المنقولة، فالشرود الذهني والمشاكل الاجتماعية، والشعور بالملل، والخوف، والقلق، هي من بعض العوامل النفسية التي تحد من درجة بلوغ هدف الرسالة الرئيسي وتفهمه.
(ب)التشويش الخارجي : 
ويشمل جميع العوامل الخارجية التي تقلق الشخص المتلقي للرسالة مثل : الأصوات المزعجة، ودرجة الحرارة والرطوبة، وضعف الإضاءة أو شدتها، والقاعة، والمقاعد، والبعد أو القرب من مصدر الرسالة والوقت الذي ترسل فيه الرسالة، كل هذه العوامل تقلل من مدى تفهم الشخص لغرض الرسالة وهدفها المعني بالرسالة.

### الدقة في نقل الرسالةFidelity
عند إعداد الرسالة يجب أن يراعي تحري الدقة في نقل المعلومات وتدوينها، وحتى إرسالها إلى المستقبل فتسلسل الأفكار وتدعيمها بالأمثلة والبراهين، وربط المفهوم بالواقع في شرح الموضوعات، وتبسيط الحقائق العلمية، عوامل مهمة في تقريب المعلومات إلى ذهن متلقيها، وبالتالي نصل إلى الهدف المنشود من نقل الرسالة وكما أسلفنا قد لا تكون الرسالة المنقولة ألفاظا بل قد تكون رموزا أو شواخص إرشادية أو تحذيرية مثل لوحات الإرشاد المروري أو التحذير من خطر التدخين، أو إشارات ضوئية مثل إشارات المرور بألوانها الثلاثة المتفق عليها آنذاك يستلزم إعداد هذه الشواخص والرموز إعدادا جيدا، وطالما أن المعلومات المستخدمة في هذه الحالة مستقاة من مصادر موثوقه تعتبر بحد ذاتها المصدر الرئيسي للمعلومات المرسلة فمثلا الإشارات المرورية الضوئية تعطي معلومات مصدرها الأساسي هو إدارة المرور، ولوحات ممنوع التدخين في قاعة الدراسة والممرات في الكلية هي معلومات وتحذيرات مصدرها إدارة الجامعة وتفسير جميع هذه المعلومات أو الاستجابة لها من قبل المستقبل يكون تفسيرا حسيا في الوقت الذي يكون إعدادها قد تم بأسلوب حركي حسي إلا أن بعض الاستجابات للمعلومات المرسلة قد تكون حركية، وذلك عندما تأخذ عملية الاتصال الأسلوب الديناميكي المرتد.

### مهارات الاتصالCommunication Skills
إن مهارات الاتصال إلى جانب أنها موهبة فإنها كذلك مهارة مكتسبة تلعب العوامل الثقافية والاجتماعية دورا مهما في درجة اكتساب الفرد لها فكم من متحدث أو خطيب أكتظ مجلسه بالمستمعين، وأخر أخذ مستمعوه بالتناقص قبل أن ينتهي من حديثه.
ومهارات الاتصال لا تكمن في الحركات واختلاف نبرات الصوت، والتشديد على النقاط المهمة فحسب، بل بربط الحديث بواقع الحياة اليومية، واستخدام الجمل الإخبارية إلى جانب الجمل الاستفهامية، كل ذلك مهارات يتمتع بها بعض المعلمين وحرم منها آخرون وهي ما يجب أن يتحلى بها المعلم فكلما نجح في إتقان هذه المهارات كانت درجة الاستجابة لدى الطلاب أكبر، وذلك لتوافر عنصر التشويق والانتباه إن استخدام الوسائل التعليمية ساعد في تقريب الفجوات الناتجة عن الفروق الفردية بين المعلمين، فكانت العلاج الملائم لهذه المشكلة.

## تاسعا: أشكال الاتصال وأنواعه
توجد أشكالا عديدة من الاتصال، نذكر منها ما يلي :

### الاتصال الأعلى
ويمكن أن نطلق عليه الاتصال الروحاني الإلهامي، وهو اتصال المخلوق بالخالق، ويتم هذا الاتصال بطريقة غير مباشرة من خلال العبادة، والتأمل، والدعاء.

### الاتصال الذاتي
وهو الاتصال الذي يتم بين الفرد وذاته، أي عن طريق الاتصال الداخلي مع الذات ويشمل العمليات العقلية الإدراكية الداخلية، كالتفكير، والتخيل، والتصوير، وكل فرد يمر بهذه العملية عندما يكون بصدد الإعلان عن رأي، أو اتخاذ قرار ما.

### الاتصال الشخصي
وهو الاتصال الذي يتم بين شخصين، وهو من أكثر أنواع الاتصال شيوعا وهو نوعان :
أ‌-مباشر : ويتم وجها لوجه حيث يكون المرسل والمستقبل في نفس المكان، ويحصل المرسل على رد فعل مباشر من المستقبل، ويمكن أن يصبح مستقبلا ويعود مرة أخرى ويصبح مرسلا.
ب‌- غير مباشر : ويتم عن طريق واسطة ما كالهاتف، أو المراسلة، أو التخاطب بالحاسوب وفي هذا النوع لا يكون هناك مواجهة بين المرسل والمستقبل، والتغذية الراجعة قد تتأخر.

### الاتصال الجماعي
وهو اتصال يتم بين شخص وعدد من الأشخاص المتواجدين في المكان نفسه، كما يحدث في الفصل الدراسي بين المعلم وتلاميذه، وفي المسجد بين الخطيب والمصلين وتكون المجموعة المستهدفة معروفة من قبل المرسل، والمرسل معروف من قبل المستقبلين.

### الاتصال الجماهيري
وهو اتصال يتم ما بين شخص وعدة مئات أو ألاف أو ملاين من البشر، لا يتواجدون في المكان نفسه، ويكون المرسل معروفا لدى المستقبلين، بينما المرسل لا يعرف المستقبلين، كما يحدث في وسائل الإعلام مثل التلفاز، والمذياع، والصحافة، ويكون الاتصال في اتجاه واحد فقط من المرسل إلى المستقبلين ولا يحدث العكس ورد الفعل غير معروف بالنسبة للمرسل.

## عاشرا: معوقات الاتصال التعليمي
يحتاج الاتصال في المواقف التعليمية داخل الفصل الدراسي أو خارجه إلى تهيئة الجو المناسب لانتقال الرسالة من المعلم إلى المتعلم ورد فعل المتعلم حتى يؤدي إلى وضوح وسهولة الرسالة، ولذلك من الضروري مراجعة ووضع حلول مناسبة لبعض العوائق التي قد تؤدي إلى فشل إتمام عملية الاتصال بفاعلية، ومن أهم هذه العوائق :

### 1/ استخدام المعلم الطريقة التقليدية
يعتمد عدد غير قليل من المعلمين على الطريقة اللفظية في عرض المادة العلمية (محتوى الرسالة) فيقوم المعلم بالإلقاء والتلقين اعتمادا على استخدام الرموز والألفاظ الجافة والمجردة مع عدم استخدام اللغة غير اللفظية لتسهيل فهم هذه المعاني من قبل التلاميذ، كل هذا يدفع التلاميذ إلى الانصراف عن الموقف التعليمي والشعور بعد الدافعية، وعدم الإحساس بأهمية وقيمة ما يتم تعلمه.. فما العمل ؟

### 2/ عدم مراعاة الفروق الفردية بين التلاميذ
قيام المعلم بالإلقاء اللفظي لمحتوى الرسالة وبطريقة واحدة، يجعل عددا كبيرا من التلاميذ لا يستطيعوا فهم ومتابعة هذه الرسالة، ومن جانب أخر قد تكون هذه الرسالة بعيدة عن خبرات التلاميذ وكذلك ما يقدمه المعلم من أمثلة قد تبتعد عن واقع التلاميذ، فيعتبر ذلك عائقا عن إتمام عملية الاتصال.. فما العمل ؟

### 3/ شرود ذهن التلاميذ
نتيجة للفظية الزائدة من قبل المعلم، وعدم استخدامه للوسائل التعليمية والخبرات التعليمية المباشرة، وعدم استعداد التلاميذ لاستقبال الرسالة، ومعرفتهم السابقة بالرسالة أو المرسل، يؤدي ذلك إلى شرود ذهن التلاميذ وعدم الانتباه والتركيز في الموقف التعليمي وفقد الثقة بالمعلم.. فما العمل ؟

### 4/ الظروف الفيزيقية للفصل الدراسي
إن وجود أعداد كبيرة من التلاميذ في فصول صغيرة الحجم وعلى مقاعد غير مريحة، وعدم الرؤية الواضحة للسبورة، وارتفاع السبورة ومكانها غير المناسبين، وسوء التهوية وعدم تنظيم البيئة الصفية يترتب عليه عدم نجاح عملية الاتصال التعليمي.. فما العمل ؟

### 5/ عدم كفاية المعلم الأكاديمية في أداء وظيفته
إن عدم إلمام المعلم بتخصصه إلماما جيدا يؤدي إلى صعوبة توصيل الرسالة إلى تلاميذه وفقد الثقة به.. فما العمل ؟

### 6/ عدم كفاية المعلم المهنية في أداء وظيفته
إن عدم قدرة المعلم على إدارة الصف والتحكم في تلاميذه، وانخفاض صوت المعلم، وعدم وضوح نبرات الصوت، وعدم القدرة على الاستخدام الجيد للسبورة، وعدم القدرة على التحدث بلباقة ووضوح، وعدم الكتابة الصحيحة يترتب عليه فشل عملية الاتصال بينه وبين تلاميذه.. فما العمل ؟

### وجود بعض الإعاقات لدى التلاميذ
إن ضعف بعض الحواس لدى التلاميذ مثل طول أو قصر النظر أو ضعف السمع يؤدي إلى عدم نجاح عملية الاتصال بالشكل الذي يحقق أهدافها.. فما العمل ؟ وضع الطالب في المقعد الأول

## وصلات خارجية
- الموسوعة الاعلامية
- نظرية الاتصال والاتصال التعليمي
- الاتصال التعليمي على يوتيوب
- عملية الإتصال وطبيعتها على يوتيوب

1. 1 2  Galisson, R.; Coste, D. (1976). Dietionnaire de Didactique des Langues. Librairie Hachette